# Велджонсон, Реджинальд
Ре́джинальд ВелДжо́нсон (англ. Reginald VelJohnson, род. 16 августа 1952, Куинс, Нью-Йорк) — американский актёр и комик. Наиболее известен по роли сержанта Эла Пауэла в фильме «Крепкий орешек» (1988) и его сиквеле (1990). Также играл роль Карла Уинслоу в ситкоме «Дела семейные» (1989-98).

## Ранняя жизнь и образование
Велджонсон родился в Куинсе в Нью-Йорке 16 августа 1952 года в семье медсестры Евы Джонсон (англ. Eve Johnson) и санитара Реджинальда Джонсона-старшего (англ. Reginald Johnson, Sr.). Его отец ушёл из семьи когда Велджонсону было 13 лет, а его мать вышла замуж за Джона Рейли (англ. John Reilly). Велджонсон ходил в старшую школу Бенджамина Н. Кардозо (англ. Benjamin N. Cardozo High School), где его одноклассниками были будущий глава ЦРУ Джордж Тенет и будущий порноактёр Рон Джереми. Он получил степень бакалавра искусств в Нью-Йоркском университете. Перед тем, как начать карьеру актёра он сменил имя Реджинальд Вел Джонсон на Реджинальд Велджонсон, соединив второе имя и фамилию.

## Фильмография

### Кино
| Год  | Название на русском                  | Название на английском              | Роль                   | Примечания                                 |
| ---- | ------------------------------------ | ----------------------------------- | ---------------------- | ------------------------------------------ |
| 1981 | Волки                                | Wolfen                              | посетитель морга       | (Как Реджинальд Вел Джонсон)               |
| 1984 | Охотники за привидениями             | Ghostbusters                        | охранник в тюрьме      | (Как Реджи Вел Джонсон)                    |
| 1985 | Ремо Уильямс: Приключение начинается | Remo Williams: The Adventure Begins | водитель скорой помощи |                                            |
| 1986 | Данди по прозвищу «Крокодил»         | Crocodile Dundee                    | Гас                    |                                            |
| 1988 | Штатское                             | Plain Clothes                       | капитан Графф          |                                            |
| 1988 | Крепкий орешек                       | Die Hard                            | сержант Эл Пауэл       |                                            |
| 1989 | Тёрнер и Хуч                         | Turner & Hooch                      | детектив Дэвид Саттон  |                                            |
| 1990 | Крепкий орешек 2                     | Die Hard 2                          | сержант Эл Пауэл       |                                            |
| 1993 | Вооружённый отряд                    | Posse                               | Престон                |                                            |
| 2000 | В зоне опасности                     | Ground Zero                         | Берт Грин              |                                            |
| 2002 | Как Майк                             | Like Mike                           | мистер Бойд            |                                            |
| 2005 | В воскресенье вечером стрижка        | Sunday Evening Haircut              | О.К.                   | Короткометражка Также продюсер и сценарист |
| 2005 | Костюмы на свободе                   | Suits on the Loose                  | брат Стидман           |                                            |
| 2005 | Смерть супермоделям                  | Death to the Supermodels            | Том                    | Видео                                      |
| 2006 | Спрятанные секреты                   | Hidden Secrets                      | Норман Векслер         |                                            |
| 2007 | Три дня до Вегаса                    | Three Days to Vegas                 | Джонни                 |                                            |
| 2007 | На свадьбе                           | Out at the Wedding                  | Декстер                |                                            |
| 2010 | Желе                                 | Jelly                               | Джо Вудс               |                                            |
| 2010 | Снова ты                             | You Again                           | Мэйсон Данливи         |                                            |
| 2012 | Белый брат                           | Brother White                       | Хилл                   |                                            |
| 2012 | Опасный рейс                         | Air Collision                       | Боб Эббот              | Видео                                      |
| 2013 | Формула                              | The Formula                         | профессор Миллан       |                                            |

### Телевидение
| Год            | Название на русском         | Название на английском         | Роль                                   | Примечания                                                   |
| -------------- | --------------------------- | ------------------------------ | -------------------------------------- | ------------------------------------------------------------ |
| 1985 1986 1988 | Уравнитель                  | The Equalizer                  | неизвестно Хармон Хантер Артур Уильямс | Эпизод: «Lady Cop» Эпизод: «Dead Drop» Эпизод: «Sea of Fire» |
| 1988           | 227                         | 227                            | Санта-вор                              | Эпизод: «The Night They Arrested Santa Claus»                |
| 1989           | Идеальные незнакомцы        | Perfect Strangers              | Карл Уинслоу                           | Эпизод: «Crimebusters»                                       |
| 1989-98        | Дела семейные               | Family Matters                 | Карл Уинслоу                           | 215 эпизодов                                                 |
| 1992           | Байки из склепа             | Tales from the Crypt           | гость в отеле                          | Эпизод: «Werewolf Concerto»                                  |
| 1993           | Как в кино                  | Dream On                       | Санта                                  | Эпизод: «Silent Night, Holy Cow»                             |
| 1994           | Ох, уж это Рождество        | A Cool Like That Christmas     | Папа (голос)                           | ТВ фильм                                                     |
| 1994           | Один из своих               | One of Her Own                 | детектив Боб Хаймс                     | ТВ фильм                                                     |
| 1996           | Смертельное преследование   | Deadly Pursuits                | Эд Конрой                              | ТВ фильм                                                     |
| 1998           | Диагноз: убийство           | Diagnosis: Murder              | доктор Дэвид Синклер                   | Эпизод: «The Last Resort»                                    |
| 1999           | Хьюли                       | The Hughleys                   | преподобный Беннетт                    | Эпизод: «Daddy's Going to Hell»                              |
| 2000           | Дважды в жизни              | Twice in a Lifetime            | доктор Дэвид Брайант                   | Эпизод: «Whistle Blower»                                     |
| 2001           | Беглец: Погоня продолжается | The Fugitive                   | Морис Бомон                            | Эпизод: «Lagniappe»                                          |
| 2002           | C.S.I.: Место преступления  | CSI: Crime Scene Investigation | доктор Филип Кейн                      | Эпизод: «Face Lift и Gentle, Gentle»                         |
| 2002           | Расследование Джордан       | Crossing Jordan                | мистер Холден                          | Эпизод: «Someone to Count On»                                |
| 2002           | Уилл и Грейс                | Will & Grace                   | доктор Каплан                          | Эпизод: «It's the Gay Pumpkin, Charlie Brown»                |
| 2003           | Паркеры                     | The Parkers                    | Стерлинг Огливи                        | Эпизод: «A Sterling Relationship»                            |
| 2005           | Такая Рэйвен                | That’s So Raven                | посол                                  | Эпизод: «The Royal Treatment»                                |
| 2005           | Говорящая с призраками      | Ghost Whisperer                | Дэнни Смолл                            | Эпизод: «Undead Comic»                                       |
| 2006           | Ив                          | Eve                            | преподобный Эверетт                    | Эпизод: «Oh, Brother»                                        |
| 2006           | Детектив Монк               | Monk                           | Тодд                                   | Эпизод: «Mr. Monk and the Class Reunion»                     |
| 2007           | На лот                      | On the Lot                     | сосед                                  | Эпизод: «11 Cut to 10 & 10 Directors Complete»               |
| 2007           | Кости                       | Bones                          | Дейл Оуэнс                             | Эпизод: «The Santa in the Slush»                             |
| 2008           | Чак                         | Chuck                          | сержант Эл Пауэл                       | Эпизод: «Chuck Versus Santa Claus»                           |
| 2009           | Три подарка                 | The Three Gifts                | Родни Смит                             | ТВ фильм                                                     |
| 2010           | Я в рок-группе              | I'm in the Band                | директор Корнелиус Стрикленд           | Второстепенная роль                                          |
| 2010           | Телеканал «Гори в Аду»      | Funny or Die Presents          | Кристофер                              | Эпизод: «Just 3 Boyz»                                        |
| 2010           | Дерзкие и красивые          | The Bold and the Beautiful     | Эд                                     | 2 эпизода                                                    |
| 2010           | Знакомство с Браунами       | Meet the Browns                | Эрни Уилсон                            | Эпизод: «Meet the Baby Daddy»                                |
| 2011-15        | Зои Харт из южного штата    | Hart of Dixie                  | Дэш ДеУитт                             | Второстепенная роль                                          |
| 2011-13        | Майк и Молли                | Mike & Molly                   | брат Хейвуд                            | 5 эпизодов                                                   |
| 2012-13        | Трон: Восстание             | Tron: Uprising                 | Эйбл                                   | Второстепенная роль                                          |
| 2012           | Главный госпиталь           | General Hospital               | преподобный Лав                        |                                                              |
| 2015           | Парикмахерская              | Clipped                        | Томми, партнер,затем муж Баззи         | Второстепенная роль                                          |
| 2016           | Рэй Донован                 | Ray Donovan                    | Шерман Рэдли                           | Эпизод: «My Mischievous Son»                                 |
| 2018           | Бруклин 9-9                 | Brooklyn Nine-Nine             | В роли самого себя                     | Эпизод: «Bachelor/ette Party»                                |